# Glyndŵr
Glyndŵr fue uno de los seis distritos de Clwyd entre 1974 y 1996.
Se formó el 1 de abril de 1974, por la Ley de Gobierno Local de 1972, a partir de zonas de los condados administrativos de Denbighshire y Merionethshire.
Por la parte de Denbighshire recibió los municipios de Denbigh, Llangollen y Ruthin, los distritos rurales de Ceiriog y Ruthin y las parroquias de Llangollen Rural y Llantysilio, antiguamente en el Distrito Rural de Wrexham. Por la parte de Merionethshire recibió el Distrito Rural de Edeyrnion. 
El destrito debe su nombre a Owain Glyndŵr, quien vivió en Glyndyfrdwy durante un tiempo.
El 1 de abril de 1996 se disolvió el distrito, con zonas que fueron a parar a cada una de las tres áreas principales de Denbighshire, Powys y Wrexham.
- Datos: Q5572936